# Функтор Hom
В теории категорий множества Hom (то есть множества морфизмов между двумя объектами) позволяют определить важные функторы в категорию множеств. Эти функторы называются функторами Hom и имеют многочисленные приложения в теории категорий и других областях математики.

## Определение
Пусть C — локально малая категория. Тогда для любых её объектов A, B определены следующие два функтора:
| Hom(A,-) : C → Set | Hom(-,B) : C → Set |
| --- | --- |
| Это ковариантный функтор, задаваемый следующим образом: - Hom(A,-) отображает каждый объект X категории C во множество морфизмов Hom(A, X) - Hom(A,-) отображает каждый морфизм f : X → Y в функцию Hom(A, f) : Hom(A, X) → Hom(A, Y), задаваемую как {\displaystyle g\mapsto f\circ g} для каждого g в Hom(A, X). | Это контравариантный функтор, задаваемый следующим образом: - Hom(-,B) отображает каждый объект X категории C во множество морфизмов Hom(X, B) - Hom(-,B) отображает каждый морфизм h : X → Y в функцию Hom(h, B) : Hom(Y, B) → Hom(X, B), задаваемую как {\displaystyle g\mapsto g\circ h} для каждого g в Hom(Y, B). |

Функтор Hom(-,B) также называют функтором точек объекта B.
Также можно определить бифунктор Hom(-,-) из C × C в Set, контравариантный по первому аргументу и ковариантный по второму. Или, эквивалентно, функтор
Hom(-,-) : Cop × C → Set
где Cop — двойственная категория к C.

## Внутренний функтор Hom
В некоторых категориях можно определить функтор, который сходен с функтором Hom, но значения которого лежат в самой категории. Такой функтор называют внутренним функтором Hom и обозначают
{\displaystyle {\text{hom}}(-,-):C^{op}\times C\to C}
Категории, допускающие внутренний Hom-функтор, называются замкнутыми категориями. В замкнутой категории
{\displaystyle {\text{Hom}}(I,{\text{hom}}(-,-))\simeq {\text{Hom}}(-,-),}
где I — единица замкнутой категории. В случае замкнутой моноидальной категории это можно расширить до так называемого каррирования, то есть изоморфизма
{\displaystyle {\text{Hom}}(X,Y\Rightarrow Z)\simeq {\text{Hom}}(X\otimes Y,Z)}
где {\displaystyle Y\Rightarrow Z} — это {\displaystyle {\text{hom}}(Y,Z)}.

## Связанные определения
- Функтор вида Hom(-, C) : Cop → Set является предпучком; соответственно, Hom(C, -) можно называть копредпучком.
- Функтор F : C → Set, естественно изоморфный Hom(X, -) для некоторого объекта C называется представимым функтором.
- Hom(-, -) : Cop × C → Set является профунктором, а именно, тождественным профунктором {\displaystyle {\text{id}}_{C}\colon C\nrightarrow C}.
- Внутренний функтор Hom сохраняет пределы; а именно, {\displaystyle {\text{hom}}(X,-):C\to C} переводит пределы в пределы, а {\displaystyle {\text{hom}}(-,X):C^{\text{op}}\to C} — пределы в копределы. В некотором смысле, это можно считать определением предела или копредела.
- Функтор Hom — пример точного слева функтора.